# Robert Coates (Politiker)
Robert Carman Coates, PC, QC (* 10. März 1928 in Amherst, Nova Scotia; † 11. Januar 2016 in Halifax, Nova Scotia) war ein kanadischer Politiker der Progressiv-konservativen Partei Kanadas, der zwischen 1957 und 1988 Mitglied des Unterhauses war und 1984 Verteidigungsminister wurde. 1985 trat er als Verteidigungsminister zurück, als sich herausstellte, dass er während einer Reise in die Bundesrepublik Deutschland im November 1984 mehrere Stripclubs besucht hatte.

## Leben
Robert Carman Coates, Sohn eines Viehhändlers, begann nach dem Schulbesuch zunächst ein Studium der Politikwissenschaften an der Mount Allison University, das er 1951 mit einem Bachelor of Arts (B.A. Political Science) beendete. Daraufhin absolvierte er ein Studium der Rechtswissenschaften an der Schulich School of Law der Dalhousie University und war nach seiner anwaltlichen Zulassung bei der Nova Scotia Barristers’ Society als Rechtsanwalt tätig. Aufgrund seiner anwaltlichen Erfahrungen wurde ihm später der Titel eines Kronanwalts (Queen’s Counsel) verliehen.
Bei der Wahl vom 10. Juni 1957 wurde Coates für die Progressiv-konservative Partei Kanadas erstmals zum Mitglied des Unterhauses gewählt und vertrat dort zunächst den Wahlkreis Cumberland sowie seit der Wahl vom 25. Juni 1968 bis zu seinem Ausscheiden aus dem Unterhaus am 20. November 1988 ununterbrochen den Wahlkreis Cumberland-Colchester. Zu Beginn seiner Parlamentszugehörigkeit war er Mitglied verschiedener Ausschüsse sowie zuletzt von der 30., 31. und 32. Legislaturperiode (Juli 1974 bis September 1984) Vorsitzender des Ständigen Ausschusses für Verwaltung und Mitgliederdienste. Im 24. kanadischen Kabinett von Premierminister Brian Mulroney übernahm er am 17. September 1984 den Posten als Minister für Nationale Verteidigung. Am 12. Februar 1985 trat er als Verteidigungsminister zurück, nachdem sich herausstellte, dass er während einer Reise in die Bundesrepublik Deutschland im November 1984 mehrere Stripclubs besuchte. Nachfolger wurde daraufhin Vize-Premierminister Erik Nielsen. Bei der Wahl vom 21. November 1988 verzichtete er auf eine erneute Kandidatur für das Unterhaus.
Aus seiner 1954 geschlossenen Ehe mit Mary Blanche Wade gingen ein Sohn und eine Tochter hervor.